# شهرستان لیاویانگ
شهرستان لیاویانگ (به لاتین: Liaoyang County) یک منطقهٔ مسکونی در چین است که در لیاویانگ واقع شده‌است. شهرستان لیاویانگ ۷۵ متر بالاتر از سطح دریا واقع شده‌است.